# Селезнев Иван Александрович
Селезнев Иван Александрович - выдающийся российский спортсмен-тхэквондист, 10-кратный чемпион мира и 9-кратный чемпион Европы по тхэквондо (ГТФ), президент Федерации тхэквондо Международной федерации тхэквондо (МФТ) Волгоградской области, мастер спорта России международного класса, мастер боевых искусств Российского союза боевых искусств, обладатель чёрного пояса V-го дана, а также I-го дана по тхэквондо WT, III-го дана по W.A.S.C.O., кандидат педагогических наук, заместитель председателя комитета Волгоградской городской Думы по образованию, культуре, молодежной политике, спорту и туризму, директор детско-юношеской спортивной школы №15 города Волгограда, основатель центра единоборств «Сталинград» и клуба тхэквондо «Black Tigers». На протяжении многих лет выступает инициатором проведения на территории Волгоградской области чемпионатов и первенств по различным видам единоборств регионального и всероссийского уровней с участием почетных гостей – звезд мирового спорта: Николая Валуева, Кости Дзю, Дениса Лебедева, Сергея Харитонова, Джеффа Монсона, Кевина Джонсона и других. Иван Селезнев входит в ТОП-10 самых результативных спортсменов Волгоградской области.

## Становление чемпиона
Иван Селезнев родился 26 января 1986 года в городе-герое Волгограде. Родители: отец Александр Иванович Селезнев – занимался боксом, основатель Ассоциации тхэквондо (ГТФ) Волгоградской области, мать Ирина Михайловна Селезнева -  в юношестве занималась спортивной гимнастикой.  Иван Селезнев окончил МОУ Лицей №2 города Волгограда. После 11 класса поступил в ФГОУ «Волгоградская государственная академия физической культуры».
Спортом он начал заниматься ещё в раннем детстве. В четыре года родители привели на плавание, в пять лет – на карате. В шесть  лет родители отдали Ивана к тренеру по тхэквондо Вячеславу Николаевичу Скотникову. С 12 лет Иван начал   заниматься  тхэквондо под руководством отца, ставшего впоследствии известным тренером. Уже в возрасте девяти лет юный спортсмен добился первого значительного результата – в 1995 году он стал победителем  Первенства России, которое проходило в Сочи.
По сравнению с другими начинающими бойцами-тхэквондистами Иван быстро прогрессировал, постепенно становясь одним из лучших спортсменов России и всего мира. Его спортивная карьера насчитывает десятки побед на крупнейших международных турнирах, включая чемпионаты мира и Европы.
Как неоднократно подчеркивал Иван, именно в детстве зародилась его большая любовь к боевому  искусству тхэквондо, ставшая основой для будущих побед.
За свою карьеру Иван Селезнев провел сотни поединков. В результате он достиг впечатляющих результатов: 10-кратный чемпион мира по тхэквондо (ГТФ), 9-кратный чемпион Европы, многократный победитель различных турниров российского и международного уровней. Постепенно оттачивая мастерство высшего уровня, он получил квалификацию мастера спорта России международного класса и чёрный пояс V-го дана, а также I-й дан  по тхэквондо WT, III-й  дан по W.A.S.C.O.
Иван Селезнев входит в ТОП-10 самых результативных спортсменов Волгоградской области.

## Образование
| ВУЗ                                                                                   | СПЕЦИАЛЬНОСТЬ | ГОД ОКОНЧАНИЯ |
| ------------------------------------------------------------------------------------- | --- | ------------- |
| ФГОУ «Волгоградская государственная академия физической культуры»                     | «Физическая культура» и «Магистр физической культуры» | 2009          |
| ФГОУ «Волгоградская государственная академия физической культуры»                     | Переподготовка по программе «Менеджмент организации» | 2012          |
| ФГОУ «Волгоградская государственная академия физической культуры»                     | Аспирантура | 2012          |
| ФГОУ «Волгоградская государственная академия физической культуры»                     | Защита диссертации на соискание ученой степени кандидата педагогических наук, тема научной работы: «Формирование технико-тактических действий у юных тхэквондистов различных стилей ведения поединка в вероятностных условиях» | 2013          |
| АНО высшего образования «Московский институт современного академического образования» | Переподготовка по программе «Тренер-преподаватель по избранному виду спорта: тхэквондо МФТ» | 2021          |
| ФГОУ «Волгоградская государственная академия физической культуры»                     | Переподготовка по программе «Организация спортивно-массовой работы специалистов центров тестирования ВФСК «ГТО» | 2022          |

## Трудовая деятельность
| МЕСТО РАБОТЫ                                                                                      | ДОЛЖНОСТЬ             | ГОДЫ РАБОТЫ               |
| ------------------------------------------------------------------------------------------------- | --------------------- | ------------------------- |
| МУ «Зенит», г.Волгоград                                                                           | тренер-преподаватель  | 2004–2008                 |
| МОУ ДЮСШОР №12, г.Волгоград                                                                       | тренер-преподаватель  | 2008–2010                 |
| ФГОУ «Волгоградская государственная академия физической культуры», кафедра Физического воспитания | старший преподаватель | 2014–2017                 |
| МУ ДЮСШ № 15, г.Волгоград                                                                         | директор              | 2010 – по настоящее время |

## Передача опыта. Наставничество
За пределами соревнований Иван много времени посвящает научной деятельности. Будучи кандидатом педагогических наук, он глубоко исследует процессы подготовки спортсменов и ищет оптимальные подходы к обучению молодых дарований. Эти знания помогают ему эффективно передавать своё мастерство ученикам и создавать атмосферу взаимовыручки и поддержки внутри команды.
Об Иване часто пишут газетные статьи и снимают телевизионные репортажи региональные и федеральные средства массовой информации        . Он делится секретами своего успеха с широкой аудиторией, показывая молодым людям, что путь к мечте доступен каждому, кто готов идти вперёд несмотря на преграды.
Иван Селезнев занимает активную позицию в организации и развитии тхэквондо в Южном федеральном округе. Он возглавил Федерацию тхэквондо Волгоградской области (МФТ),  Федерацию школьного спорта, является председателем региональной детской общественной организации «Волгоградская школьная спортивная лига», способствуя развитию и популяризации различных видов спорта среди молодёжи. Под его руководством детско-юношеская спортивная школа №15 регулярно выпускает чемпионов различного уровня, формируя достойную смену будущему российскому спорту. Иван является основателем клуба тхэквондо «Black Tigers» и центра единоборств «Сталинград», в котором на бесплатной основе занимаются дети из малообеспеченных и многодетных семей, а также дети участников СВО.
Раньше постоянно участвовал в организации и судействе детских соревнований, являлся главным судьей всех соревнований, первенств и чемпионатов России по тхэквондо, проходивших на территории Волгоградской области и других регионов Южного федерального округа.
Иван часто выступает наставником и организатором тренировок  для начинающих спортсменов, занятия проводит в качестве тренера и мотиватора. Например, в июле 2025 года он провёл серию тренировок с курсантами Центра «ВОИН», способствуя формированию живого интереса у  ребят к спорту и развитию дисциплинированности .
Важнейшей частью жизни Ивана Селезнева стала работа с  детьми, оказавшихся в сложной жизненной ситуации. После завершения активной спортивной карьеры чемпион направил свои силы на организацию выездных тренировок и секций по тхэквондо для трудных подростков. Своими собственными усилиями и энтузиазмом он создал программу тренировок, направленную на воспитание дисциплины, уверенности в себе и уважения друг к другу.
Под его руководством дети, ранее сталкивавшиеся с проблемами поведения и учебы, получили возможность развиваться физически и духовно. Регулярные занятия помогли ребятам обрести цель и смысл в жизни, научили справляться с агрессией и контролировать эмоции. Именно благодаря спорту многие воспитанники смогли изменить свою судьбу, продолжить образование и выбрать достойный путь развития.
Помимо непосредственного участия в тренировочном процессе, Иван активно делится своими знаниями и опытом с коллегами-тренерами, регулярно выступая перед педагогическими коллективами школ и спортивных клубов. Эта деятельность превратилась в значимую миссию, которую он бережно несет на протяжении многих лет, убеждая всех вокруг в важности занятий спортом и воспитания подрастающего поколения.
Сегодня Иван Селезнев вместе с ведущими специалистами Волгоградской государственной академии физической культуры разрабатывают уникальную систему отбора перспективных спортсменов. Основа программы заключается в комплексном тестировании детей школьного возраста. Современные технологии позволяют оценить физические способности ребенка, выявить особенности психоэмоционального состояния и предрасположенность к определённым видам двигательной активности. Тестирование включает ряд тестов, направленных на оценку гибкости, выносливости, координации движений, скорости реакции и силовых показателей.
По итогам тестирования каждому ребёнку предоставляется рекомендация относительно наиболее подходящего вида спорта. Это существенно повышает вероятность достижения высоких результатов и минимизирует риск травмирования в результате неправильной нагрузки.
По мнению Ивана Селезнева, такой подход позволит создать условия для привлечения юных спортсменов в различные виды спорта и значительно повысить эффективность подготовки будущих чемпионов. Благодаря тестированию тысячи российских мальчишек и девчонок получат шанс раскрыть свои таланты в спорте.
Чтобы поддержать именитого волгоградского спортсмена и его стремления вовлечь в спорт как можно больше мальчишек и девчонок, в Волгоград по личному приглашению Ивана Селезнева много раз приезжали       звезды мирового спорта: Николай Валуев, Костя Дзю, Денис Лебедев, Сергей Харитонов, Джефф Монсон, Кевин Джонсон и другие. Благодаря личному участию известных спортсменов в региональных мероприятиях огромное количество талантливых ребят получили возможность развиваться и достигать высот в мире боевых искусств.

## Титульные бои в карьере. Воспоминания Ивана Селезнева из интервью журналистам
Чемпионат мира в Лондоне  
- 2013 год. Стоял жаркий июльский вечер. Я находился среди трёх тысяч спортсменов — лучших представителей своего дела со всего света. Атмосфера была наполнена духом соперничества и предвкушением больших побед. Но каждый поединок становился настоящим испытанием моей силы воли и выносливости.
Первый бой состоялся против грозного иранского тхэквондиста. Это был настоящий боец старой школы — мощный, жёсткий и быстрый. Однако мой опыт и умение чувствовать ритм позволили мне одержать досрочную победу нокаутом. Этот успех придал уверенности перед следующим поединком.
Во втором бою чемпионата моим оппонентом стал молодой русский спортсмен. Он только начал карьеру, и для него этот турнир был дебютом мирового уровня. Мне хотелось поддержать молодого коллегу, показать достойный пример профессионализма и уважения. Поэтому тот бой прошёл мягко, я предоставил ему возможность почувствовать вкус настоящей международной конкуренции. Но победа была за мной. И снова досрочно.
Третий бой снова оказался решающим. Моим соперником стал английский спортсмен, известный своей техникой и агрессивностью. Бой начался стремительно, и я решил завершить его одним ударом. Мощная вертушка попала точно в цель, отправив противника в глубокий нокаут. Его моментально эвакуировали на скорой помощи, а зрители были поражены силой моего удара. Вот только последствия оказались неожиданными — моя собственная пятка треснула от напряжения, и острая боль стала спутницей моих дальнейших шагов.
Финальный бой ожидал встречу с австралийским мастером. Тот видел мою травму и выбрал тактику быстрого передвижения и точечных ударов. Из-за поврежденной ноги двигаться стало крайне сложно, но я всё равно пытался сохранить инициативу. Австралиец умело использовал свою скорость и мобильность, уклонялся от мощных атак и зарабатывал очки лёгкими ударами. Тактика сработала идеально — финальный гонг застал меня разочарованным вторым местом.
Несмотря на поражение, многие понимали, что причиной стали обстоятельства, а не недостаток мастерства. Когда закончился турнир, меня тоже увезли в больницу, где врачи наложили гипс на мою травмированную ногу. Костыли заменяли привычные шаги победителя, но морально я чувствовал себя победителем другого плана — победы над собой, собственным страхом боли и трудностями пути.
Этот чемпионат оставил неизгладимый след в моей памяти. Второе место оказалось болезненным и таким ценным для меня. Ведь это событие  показало, насколько важны здоровье и подготовка каждого момента жизни профессионального атлета. Моя карьера продолжалась дальше, но воспоминания о тех боях навсегда останутся частью истории настоящего чемпиона, духа и упорства.

Мой путь к золоту чемпионата мира
- У каждого спортсмена есть моменты, которые остаются в сердце на всю жизнь. Для меня таким моментом стал чемпионат мира по тхэквондо, проходивший в Архангельской области в 2004 году, когда мне едва исполнилось восемнадцать лет. Именно тогда я впервые выступил в категории мужчин старше 18 лет и вошел в национальную сборную страны.
До этого турнира я считался простым участником сборной, но именно благодаря этому событию я получил шанс стать её капитаном на следующие десять лет. Уже тогда почувствовал ответственность и осознавал, что это огромная честь представлять свою страну.
В составе нашей сборной появились два новых лица — я и ещё один парень из Архангельска. Нам предстояло пройти серьёзное испытание вместе с опытными бойцами российского тхэквондо. В то время шотландская сборная считалась фаворитом соревнований, завоевывая золото годами подряд. Наша задача заключалась в том, чтобы доказать всему миру, что Россия способна конкурировать даже с такими сильными соперниками.
Каждый бой приближал нас ближе к заветному пьедесталу. Победа за победой мы постепенно выбивали соперников, демонстрируя силу духа и мастерство, пока наконец не дошли до финала, где встретились лицом к лицу с шотландцами.
Финал напряжённого противостояния. Мы стояли друг напротив друга: пять бойцов, готовых показать лучшее, на что способны. Каждый раунд заканчивался неожиданно, победа чередовалась между нами, пока счёт не зафиксировался на отметке «2,5:2,5». По правилам нам предстояла дуэль сильнейших представителей каждой команды.
Главный тренер нашей национальной сборной Эдуард Васильевич Вязников посмотрел на меня и сказал всего лишь одно слово: «Идёшь!». Меня охватило чувство невероятной ответственности. Ты стоишь посреди зала, слышишь гул трибун, тысячи голосов поддерживают тебя криками «Россия, вперёд!».
Шотландцы начали колебаться, выбирая соперника. Наконец, выбрали капитана — рослого парня около 2 метров 10 сантиметров роста, крепкого и уверенного в себе. Напряжение достигло пика, но адреналин помогал справиться с сомнениями.
Это был путь к победе. Зрители вокруг будто замерли. Всё внимание сосредоточилось на арене. Поддержка соотечественников передавалась каждому моему движению, наполняла энергией и уверенностью. Перед глазами мелькали лица друзей, семьи, тренера... Они верили в меня!
Двое приёмов решили исход встречи. Две мощные вертушки в голову соперника завершились победой, которую никак нельзя было оспорить. Зал буквально взорвался аплодисментами и радостными возгласами. Впервые за долгое время сборная России поднялась на высшую ступень пьедестала почёта. С того дня наша национальная сборная стала считаться самой сильной в мире.  А я после этого чемпионата  был назначен капитаном сборной по тхэквондо и пробыл им на протяжении 10 лет.
Эта история напоминает мне о важности веры в собственные силы, поддержке близких и наставлений тренера. Ведь порой, чтобы победить, нужен лишь один миг вдохновения и готовность рискнуть ради большой цели.

## Значение и вклад в развитие отечественного спорта
Иван Селезнев внёс значительный вклад в развитие тхэквондо в России и мировом масштабе. Своей деятельностью он демонстрирует пример гармоничного сочетания физической формы и интеллектуальных качеств и то, насколько важно совмещать спортивный талант с образованием и научной подготовкой.  Его профессиональные успехи -  источник  вдохновения для многих россиян, увлекающихся боевыми искусствами, укрепляют позиции российских спортсменов на международной арене и способствуют формированию положительного имиджа отечественного спорта.
Иван Селезнев воплощает собой идеалы российского спорта — волю, целеустремленность и силу характера. Его жизнь и достижения служат примером того, как важно ставить перед собой высокие цели и последовательно двигаться к ним, оставаясь верным себе и делу всей жизни.

## Депутатская деятельность
В 2023 году Иван Селезнев принял решения участвовать в выборах депутатов Волгоградской городской Думы. По итогам осенних выборов он избрался депутатом от Волгоградского регионального отделения ВПП  «ЕДИНАЯ РОССИЯ». В настоящее время заместитель председателя комитета Волгоградской городской Думы по образованию, культуре, молодежной политике, спорту и туризму; член комитета по экономике, промышленности и предпринимательству. По оценке политологов, в 2023 году Иван Селезнев вместе со своей командой блестяще провел избирательную кампанию – за три месяца он стал участником более чем 100 личных встреч с жителями многоквартирных домов родного для него Тракторозаводского района города Волгограда, а также особое внимание он уделил встречам и общению с многочисленными трудовыми коллективами. Предложения и наказы жителей стали основой для его плана работы на округе.
Член партии «ЕДИНАЯ РОССИЯ» с 15 июня 2010 года.
Член политического совета Тракторозаводского местного отделения партии «ЕДИНАЯ РОССИЯ».

## Поддержка участников СВО
С начала специальной военной операции Иван Селезнев как руководитель детско-юношеской спортивной школы № 15 города Волгограда, совместно с тренерским составом школы и Волгоградской федерацией школьного спорта, а также родителями воспитанников  на постоянной основе проводят работу по оказанию гуманитарной помощи военнослужащим 20-й мотострелковой дивизии, 47-й танковой дивизии, военному госпиталю Белгородской области.
Организована доставка собранной гуманитарной помощи. Переданы   квадрокоптеры, тепловизоры, коллиматоры, генераторы, бинокли, теплые вещи, медикаменты, продукты и предметы первой необходимости.
Для поддержки и сбора помощи военнослужащим, отстаивающим интересы государства на передовой,  Иван Селезнев выступил инициатором создания в социальных сетях группы «Одна цель – одна Победа»   . Сегодня она объединяет более полутора тысяч активистов. Иван вместе с неравнодушными жителями  формирует посылки с необходимым оборудованием и передает их подразделениям, которые несут службу в зоне СВО. 

## Награды
| НАГРАДА | ГОД ВРУЧЕНИЯ |
| --- | ------------ |
| Памятная медаль и грамота за значительный вклад в подготовку и проведение XXII Олимпийский зимних игр и XI паралимпийских зимних игр 2014 года в городе Сочи от Президента Российской Федерации Владимира Владимировича Путина | 2014         |
| Золотой знак отличия Всероссийского физкультурно-спортивного комплекса «ГТО» | 2017         |
| Благодарность губернатора Волгоградской области | 2022         |
| Благодарственные письма Волгоградской городской и областной Дум | 2022         |
| Благодарность Председателя Совета Федерации Федерального Собрания Российской Федерации за многолетний добросовестный труд и большой вклад в развитие физической культуры и спорта                                              | 2022         |
| Благодарность от командования войсковой части 54096 за оказание гуманитарной помощи и поддержку военнослужащих, принимающих участие в специальной военной операции                                                             | 2022         |
| Благодарность от командования войсковой части 13766 за поддержку бойцов Вооруженных Сил РФ, выполняющих задачи по защите мирного населения от неонационалистов в зоне СВО                                                      | 2022         |
| Благодарность Министра спорта Российской Федерации | 2024         |
| Благодарность от лица командования 20 мотострелковой дивизии | 2024         |
| Благодарственное письмо от ВрИО командира войсковой части 13766 за оказанную помощь в обеспечении продовольствием военнослужащих                                                                                               | 2024         |
| Благодарственное письмо от Председателя правления региональной общественной организации ветеранов контрразведки «РОО ВЕТКОН» за активную жизненную позицию и поддержку ветеранских организаций и военнослужащих СВО            | 2025         |

## Личная жизнь
Иван Селезнев женат, имеет троих детей.  

## Социальные сети
Вконтакте: https://vk.com/blacktigers34
Telegram-канал «Селезнев на связи» @seleznevivan34
1. ↑  Человек-универсал: многократный чемпион мира и Европы по таэквон-до учит детей в Волгограде. «Городские вести» - Волгоград. Дата обращения: 14 августа 2025.
2. ↑  Яндекс. yandex.ru. Дата обращения: 14 августа 2025.
3. ↑  Яндекс. yandex.ru. Дата обращения: 14 августа 2025.
4. ↑  Я не хочу передавать свое мастерство иностранным детям, - 10-кратный чемпион мира по тхэквондо Иван Селезнев. bloknot-volgograd.ru. Дата обращения: 14 августа 2025.
5. ↑  Наталья Глазунова. Волгоградский тхэквондист Иван Селезнев: Тренер должен сформировать у ребенка четкую грань между добром и злом (рус.). volgograd.kp.ru. Комсомольская правда (20 ноября 2015).
6. ↑  редакция телеканала "МТВ". Волгоградцам рассказали об уникальном человеке (рус.). 1vtv.tv. Муниципальное телевидение Волгограда (28 декабря 2018).
7. ↑  Тренер из Волгограда рассказал о слагаемых успеха своих учеников. Рамблер/женский (25 июля 2020). Дата обращения: 14 августа 2025.
8. ↑  Тренер из Волгограда рассказал о слагаемых успеха своих учеников. Волгоградская Правда (25 июля 2020). Дата обращения: 14 августа 2025.
9. ↑  Николай Валуев и Кевин Джонсон открыли смену в волгоградском лагере "Авангард". Российская газета (2 июня 2025). Дата обращения: 14 августа 2025.
10. ↑  В Волгоград приехал знаменитый боксер-супертяжеловес Николай Валуев: узнали, зачем и где его увидеть. V1.ру (9 марта 2024). Дата обращения: 14 августа 2025.
11. ↑  Джеффри Монсон поздравил Чемпиона мира из Волгограда Ивана Селезнева с днем рождения. bloknot-volgograd.ru. Дата обращения: 14 августа 2025.
12. ↑  Знаменитый спортсмен Джефф Монсон пообщался с волгоградскими ветеранами и молодежью. volgsovet.ru. Дата обращения: 14 августа 2025.
13. ↑  В Волгограде воспитанники спортивных школ встретились с Джеффом Монсоном на Мамаевом кургане. V1.ру (22 октября 2022). Дата обращения: 14 августа 2025.
14. ↑  Владислав Гаврилин. Монсон проведет мастер-классы в спортцентре «Сталинград» 9 мая в Волгограде (рус.). www.sport-express.ru. Спорт-Экспресс (8 мая 2023).
15. ↑  Депутат Иван Селезнев организовал для юных спортсменов Волгограда открытую тренировку с легендарным боксёром. volgsovet.ru. Дата обращения: 14 августа 2025.
16. ↑  редакция телеканала "МТВ". Николай Валуев, Иван Селезнев и Кевин Джонсон приняли участие в презентации волгоградской «Школы чемпионов» (рус.). 1vtv.tv. Муниципальное телевидение Волгограда (29 мая 2025).
17. ↑  Списки кандидатов в городскую думу опубликованы в Волгограде 12 июля 2023 года. «Городские вести» - Волгоград. Дата обращения: 14 августа 2025.
18. ↑  Волгоградцы собрали деньги и купили для бойцов СВО еще один внедорожник. «Городские вести» - Волгоград. Дата обращения: 14 августа 2025.
19. ↑  Волгоградцы передали в зону СВО установки для защиты от дронов. Региональный Информационно-Аналитический Центр. Дата обращения: 14 августа 2025.
20. ↑  Одна цель – одна Победа! volgsovet.ru. Дата обращения: 14 августа 2025.